# Teuleria
Una teuleria és un centre terrisser propi de l'arquitectura rural que rep el nom del principal element que elaborava, les teules. La construcció servia per coure, en forns de tipus bòbila, els materials de fang necessaris per la construcció, bàsicament teules i rajoles. Els edificis s'ubicaven partint de la necessitat de llenya, fang, aigua i foc. Les teuleries estaven compostes per una era per batre la terra, basses de decantació, dipòsits d'aigua, espais coberts per assecar l’obra i el forn. Hi ha diversos topònims d'indrets i de masies que conserven aquest nom.

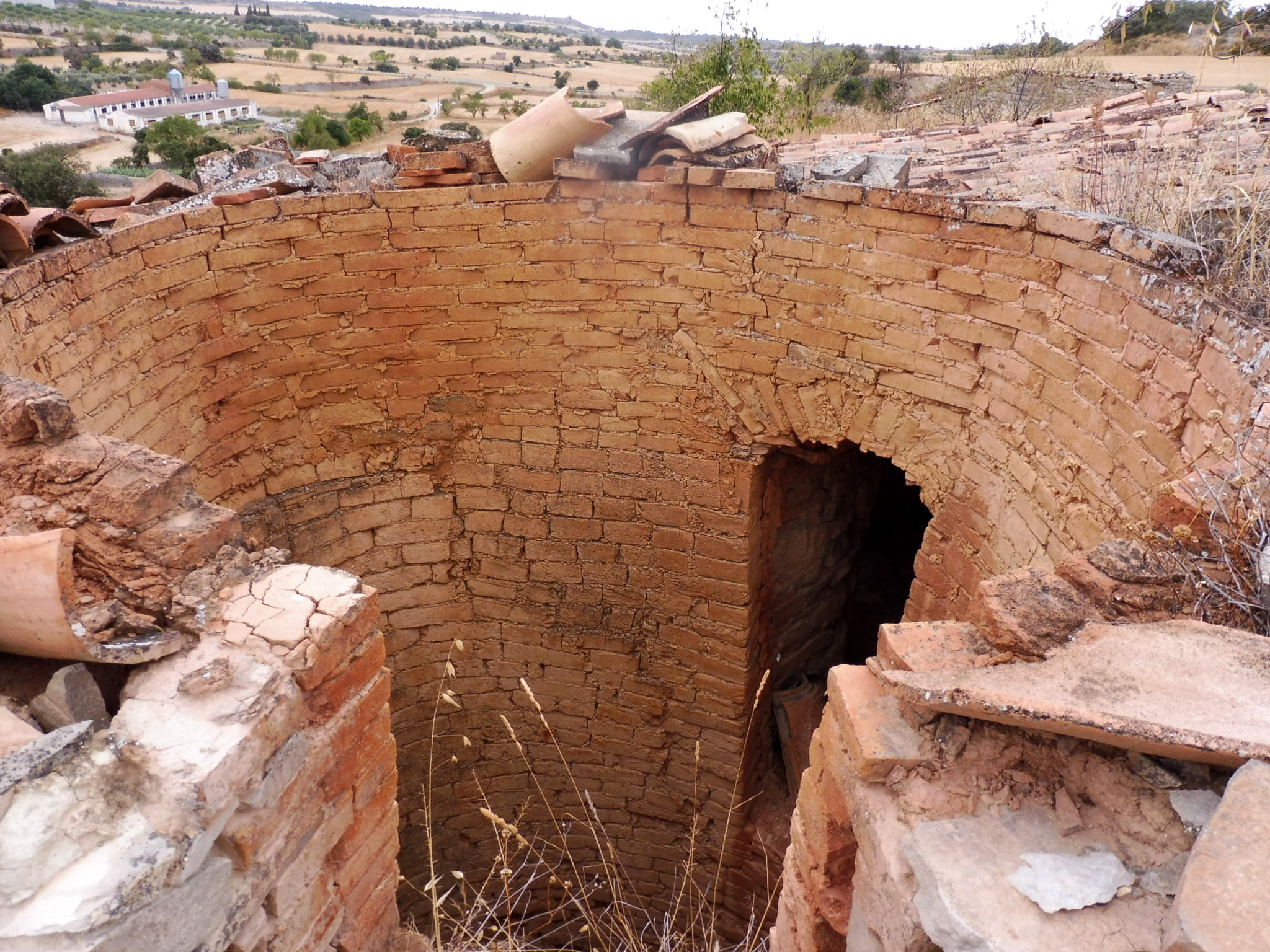
Teuleria de Granyena de Segarra
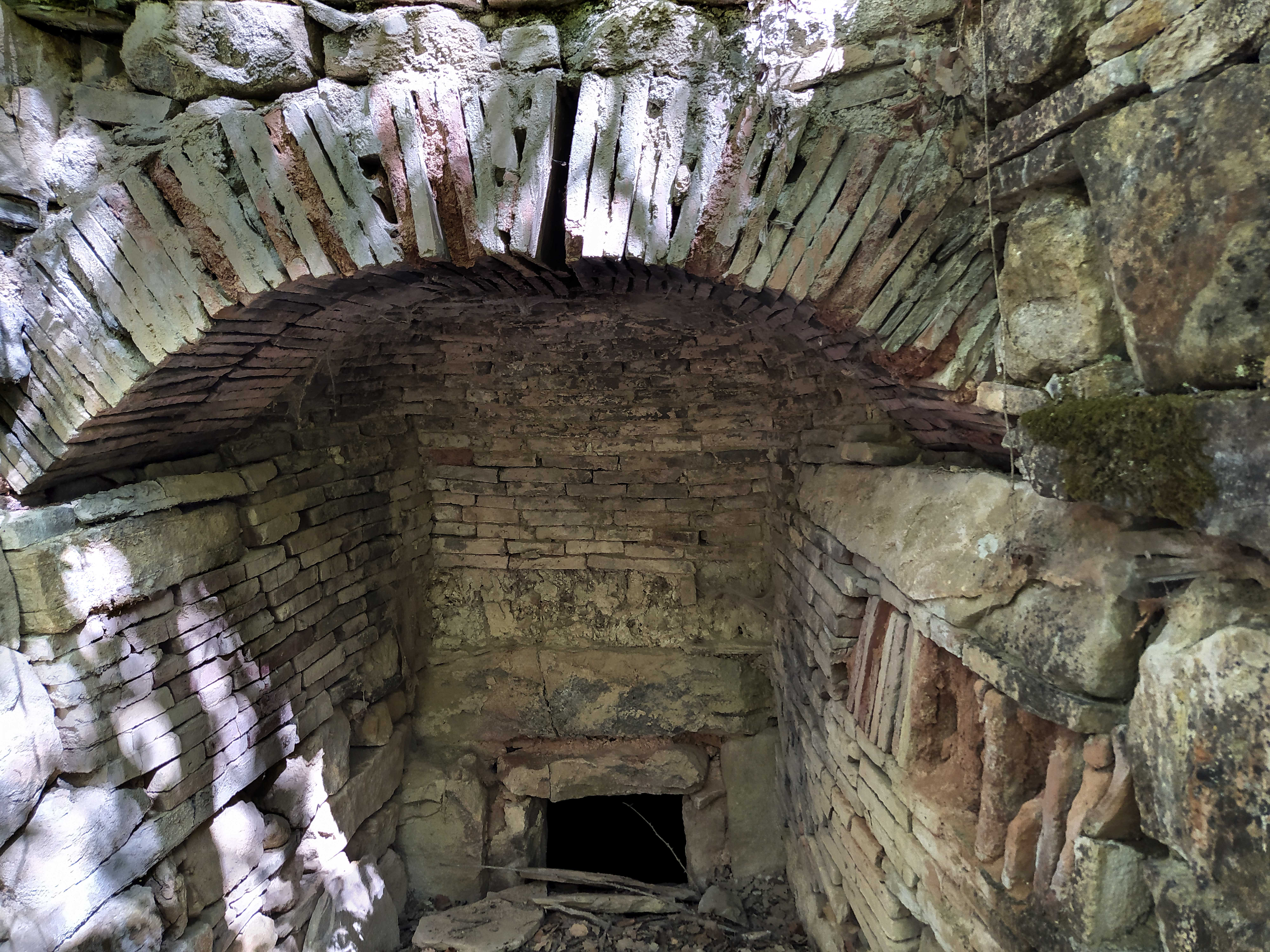
Teuleria de l'Isàvena, Baixa Ribagorça